# イン (仏字)

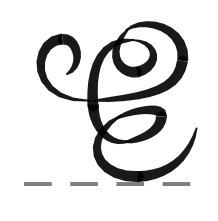
イン (仏字) の字形。

この項目では、「イン」という音読みを持つ仏教特有の呪文に使われる漢字について述べる。
漢字としては非常に奇妙な字形であり、ループを持つ曲線1画のみから成る漢字である。仏教の釈典である釈摩訶衍論に登場する漢字であり、それには呪文中にこの漢字が18個書き並べられている。反切「伊因反」により音読みが「イン」であることが示されている。遼代の石刻にも見える。
今昔文字鏡では、74396番として収録されている。
SAT大正新脩大蔵経テキストデータベース研究会では、SAT-06315のコードが付されている。
Unicodeにおいては、2023年現在未収録である。IRGのWS2021ではCJK統合漢字拡張Jの候補としてこの「イン」が追加提案されたが、IRGでの議論によれば、漢字ではなく記号として扱うべきだとの意見によって取り下げられた。
IDSでは、「#(◞◟◜◝◞x1◟◜◝◞◟◜x7◝◞◟x5◜◝◞) 」と表記されるとされる。
原典ではこの字を含む呪文として、「𭍚𭍚𭍚𭍚𭍚𭍚𭍚𭍚𭍚𭍚𭍚𭍚𭍚𭍚𭍚𭍚𭍚𭍚(於呼反)𭂵𭂵𭂵𭂵𭂵𭂵𭂵𭂵𭂵𭂵𭂵𭂵𭂵𭂵𭂵𭂵𭂵𭂵(那闇反)(伊因反)𭖈𭖈𭖈𭖈𭖈𭖈𭖈𭖈𭖈𭖈𭖈𭖈𭖈𭖈𭖈𭖈𭖈𭖈(毘入反)娑婆阿訶阿呵」と記されている。
釈摩訶衍論では、「イン」以外にも、「イン」ほど奇妙な字形ではないものの、独特な字形を持つ漢字が呪文中に登場する例が多数あり、やはり反切が示された上で十数個書き並べられていることが多い。このような漢字のうち、𬻱・𬻟・𬼅・𭂵・𭂹・𭂼・𭍚・𭖈・𭖲・𭛕・𭻡はUnicodeのCJK統合漢字拡張Fに収録されており、・⿴〇九・⿴〇⿻𠃊冂は通常の漢字とは別のブロックとしての追加が検討されている。